# Sermon de Zaynab bint Ali à la cour de Yazid Ier (v. 680)

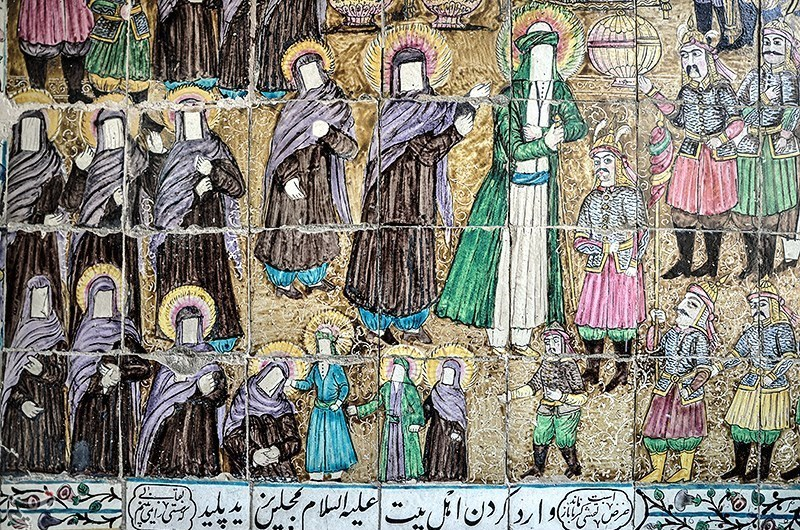
Carrelage à l'intérieur de la Hosseiniyeh de Kermanchah (Iran), représentant Ali ibn Husayn, Zaynab bint Ali et d'autres prisonniers emmenés à la cour de Yazid Ier.

Le sermon de Zaynab bint Ali à la cour de Yazid rassemble les déclarations faites par  Zaynab bint Ali en présence de Yazid Ier à la suite de la bataille de Karbala, alors que les captifs, membres de la famille de Muhammad, prophète de l'Islam, et les têtes des guerriers tués ont été emmenées au Levant par les troupes du calife. .
Zaynab a prononcé un sermon provocateur devant la cour du calife Yazid, humiliant ce dernier : elle expose publiquement les atrocités de l'armée du vainqueur, tout en défendant la mémoire des Ahl al-Bayt et des partisans de Husseyn tués à Karbala,.
Ce sermon est rapporté par Ibn Abi Tahir Tayfur dans son Balaghat al-nisa, une anthologie de discours éloquents prononcés par des femmes.

## Bases théologiques du discours de Zaynab
Le verset 178 du chapitre d'Al Imran est destiné aux polythéistes de La Mecque, tels qu'Abu Sufyan ibn Harb, le grand-père de Yazid Ier, avant sa conversion à l'islam. Zaynab bint Ali se base sur ce verset du Coran pour composer son discours : "Ne vous contentez pas de cet accomplissement temporel ; ce temps passe vite et Allah vous punira. Vous serez humiliés."
Zaynab bint Ali débute d'ailleurs son sermon en louant Allah : " Au nom d'Allah, le plus gracieux, le plus miséricordieux. Toutes les louanges sont dues à Allah, le Seigneur des mondes. Que les louanges et les salutations soient sur mon grand-père, le chef des messagers d'Allah et sur sa progéniture. "

## Objet du discours
L'une des préoccupations de Zaynab bint Ali dans la bataille de Karbala est d'humilier le calife omeyade et de défendre l'honneur des Ahl al-Bayt.
Ô fils des affranchis ! Est-il juste que tu gardes tes femmes et tes esclaves dans la solitude, mais que tu fasses monter les filles sans défense du Saint Prophète sur des chameaux rapides et que tu les remettes aux mains de leurs ennemis pour qu'ils les emmènent d'une ville à l'autre ?
Zaynab bint Ali tente de convaincre Yazid qu'il doit avoir honte de sa victoire militaire. Elle cite le verset 169 de la 3e sourate du coran (Al Imran) et souligne que ceux qui meurent pour une cause juste sont des vainqueurs alors que la victoire de Yazid le condamne à l'enfer.

## Liens
- (en) Cet article est partiellement ou en totalité issu de l’article de Wikipédia en anglais intitulé « Sermon of Zaynab bint Ali in the court of Yazid » (voir la liste des auteurs).